# 浜口京子
浜口 京子（はまぐち きょうこ、1978年〈昭和53年〉1月11日 - ）は、日本の女子レスリング選手。武蔵野学院大学日本総合研究所客員教授。ジャパンビバレッジホールディングス所属。日本オリンピック委員会選手強化キャンペーン・シンボルアスリート制度適用選手。身長170 cm。血液型A型。独身。
東京都台東区出身。武蔵野中学校卒業。武蔵野高校中退。父はプロレスラーのアニマル浜口（浜口平吾）。別表記（戸籍上の表記）は濱口 京子。オリンピックに3大会連続出場した記録を持つ。

## 来歴
中学時代は水泳をやっていたが、ある時期より女子プロレスラーになることを志望。父・アニマル浜口が経営するアニマル浜口レスリング道場で父の指導のもとボディビルのトレーニングをするようになり、プロレスラー志望の男性選手に混ざって14歳からレスリングを始める。
1993年、代々木クラブ所属でレスリング全国大会デビュー。全日本女子レスリング選手権61 kg級、全日本女子レスリングオープントーナメント61 kg級と柔道家の宮崎未樹子（住友海上火災保険）の足技に苦戦し連続フォール負け。号泣。1996年に全日本選手権70 kg級で優勝すると、翌1997年には世界選手権を制覇。実績を重ね、2004年アテネオリンピックには女子レスリング72 kg級の日本代表として出場し、銅メダルを獲得（準決勝で王旭（中国）に敗退）。また、開会式では日本選手団の旗手を務めた。
2006年の世界選手権女子72 kg級決勝で、スタンカ・ズラテバ（ブルガリア）のバッティング（頭突き）を顔面に受け負傷。審判団に対し父が抗議をするが、ズラテバの当該行為にはペナルティが課せられないまま試合は続行。浜口は敗戦し、同選手権72 kg級2位となった。試合後、浜口の負傷は全治4か月の鼻骨骨折（4ヶ所）と判明。日本レスリング協会は、ズラテバの危険行為に関する抗議文書を国際レスリング連盟およびブルガリアレスリング協会に送付した（後に当該審判の降格処分が決定）。
2005年および2006年の世界レスリング選手権の決勝で敗退。最終順位は2年連続で2位。2007年5月にビシケクで行われたアジア選手権72 kg級の準決勝にて、アテネオリンピックで敗れた王旭を2対1で下し、つづく決勝ではオリガ・ジャニベコバ（カザフスタン）を2対1で下して優勝した。同年9月に世界レスリング選手権2回戦で、因縁となるズラテバと対戦。今度は技の掛け合い（攻防）の際の微妙な状況でズラテバにのみポイントが加算されるという事態が発生した。これに対しスコアボードを叩いて抗議する浜口であったがビデオ映像のチェックは行われないまま試合は続行。結果はズラテバの勝利に終わり、敗戦した浜口はこの大会では北京オリンピック出場権を得ることはできなかった。これについて、日本レスリング協会は誤審だとして、国際レスリング連盟に対し審判に制裁を科すよう抗議した（後に、当該チェアマンが処分されている）。
2008年のアジア選手権72 kg級で優勝して出場権を得た北京オリンピックでは、準決勝で中国の王嬌に敗れたものの、2大会連続で銅メダルを獲得した。
2011年には、全日本選手権で男女を通じ歴代最多となる15度目の優勝を飾った。

## エピソード
- 父・アニマル浜口については「年齢を重ねても純粋で、温かいし優しい。でも恥ずかしがり屋。本当に尊敬できる存在」と述べている[6]。テレビ番組で共演した事もある他、父親の定番の応援の掛け声である「気合だー!!」を披露する事もある。また、1993年5月の全日本女子レスリング選手権でアニマル浜口が繰り返した掛け声は「燃えろー!!」だった。
- 鼠先輩の大ファンである[7]。
- 弟・剛史もレスリングの選手として全国大会で活躍し、のちに浜口道場長（トレーナー）を務めている。
- 2009年には、Japan Premium Project が主催するイベントにロシア新体操・北京オリンピック金メダリストのエフゲニア・カナエワ、モデルの滝沢カレンらとともに着物のファッションショーに出演。
- ベースボールマガジン社の月刊プロレス誌1979年5月号で、プロレスラーの素顔を紹介する「人物スポット」欄に国際プロレス時代のアニマル浜口が登場し、1歳当時の浜口を抱きかかえた写真が掲載されている。

## 出演番組

### テレビ番組
- ぴったんこカン・カンスペシャル（2009年1月6日、TBS）
- 世界・ふしぎ発見!（2009年11月7日、TBS）
- ぐるナイ ニッポン応援!ゴチSP（2014年2月6日、日テレ）
- くりぃむクイズ ミラクル9（2016年 - テレビ朝日） - 不定期出演
- 超問クイズ! 真実か?ウソか?（2016年 - 日テレ） - 不定期出演
- news every.（2016年4月22日 - 日本テレビ） - 不定期で金曜日第一部（16時台）に出演
- ライオンのグータッチ（フジテレビ） - グータッチサポーター
- まっちゃんねる（2020年10月24日・2021年6月19日、フジテレビ）- 女子メンタル出演
- まるごと（2023年1月10日 - 静岡第一テレビ） - 火曜日「仰天パワーチャージ」のコーナーを担当
- 発見!タカトシランド（2023年11月10日、17日、北海道文化放送）- 番組初の旭川ロケSP! 前後編

### テレビアニメ
- ちびまる子ちゃん（2023年3月19日、フジテレビ）- レスリングをしているお姉さん役（ゲスト声優まつり）

### インターネット配信
- ドキュメンタル番外編 女子メンタルfromまっちゃんねる（2021年、Amazonプライム・ビデオ）- シーズン1、シーズン2出演
- 風雲!たけし城（2023年4月21日 - 、Amazon Prime Video）

## 出演ドラマ
- 警視庁・捜査一課長 （2019年10月13日、テレビ朝日） ‐ 木相田蓮子（きあいだ・れんこ）巡査役 [8]
- ハコヅメ〜たたかう！交番女子〜第3話（2021年7月21日、日本テレビ）

## 出演映画
- 劇場版 NARUTO -ナルト- 大興奮!みかづき島のアニマル騒動だってばよ（2006年、踊り子役（声の出演））

## 戦績
- 1993年 全日本女子選手権大会61 kg級4位[9]
- 1993年 全日本女子オープントーナメント61 kg級2位
- 1994年 JOC杯ジュニアオリンピック61 kg級優勝
- 1994年 全日本女子レスリング選手権大会61 kg級2位
- 1994年 全日本女子オープントーナメント65 kg級3位
- 1995年 全日本女子オープントーナメント65 kg級2位
- 1996年 全日本選手権70 kg級優勝
- 1997年 全日本選手権75 kg級優勝
- 1997年 世界選手権75 kg級優勝
- 1998年 全日本選手権75 kg級優勝
- 1998年 世界選手権75 kg級優勝
- 1998年 国際連盟女子最優秀選手
- 1999年 全日本選手権75 kg級優勝
- 1999年 世界選手権75 kg級優勝
- 2000年 全日本選手権75 kg級優勝
- 2001年 全日本選手権75 kg級優勝
- 2001年 大阪・東アジア大会75 kg級優勝
- 2002年 全日本選手権72 kg級優勝
- 2002年 世界選手権72 kg級優勝
- 2002年 釜山・アジア大会72 kg級優勝
- 2003年 全日本選手権72 kg級優勝
- 2003年 世界選手権72 kg級優勝
- 2004年 アテネオリンピックテスト大会72 kg級準優勝
- 2004年 アテネオリンピック72 kg級3位
- 2005年 世界選手権72 kg級2位
- 2005年 全日本選手権72 kg級10連覇、天皇杯受賞
- 2006年 ジャパンクイーンズカップ72 kg級優勝
- 2006年 ワールドカップ72 kg級準優勝
- 2006年 ドーハ・アジア大会72 kg級準優勝
- 2007年 アジア選手権72 kg級優勝
- 2007年 世界選手権72 kg級2回戦敗退
- 2008年 アジア選手権72 kg級優勝
- 2008年 北京オリンピック72 kg級3位
- 2011年 全日本選手権72 kg級優勝（歴代最多15度目）
- 2012年 ロンドンオリンピック72 kg級1回戦敗退